# 12. nordgrönländischer Landesratswahlkreis
Der 12. nordgrönländische Landesratswahlkreis war von 1911 bis 1951 ein Landesratswahlkreis in Nordgrönland. Der Wahlkreis umfasste die Gemeinden Tasiusaq, Qassersuaq und Aappilattoq im Kolonialdistrikt Upernavik.

## Vertreter
Folgende Personen vertraten den Wahlkreis:
| Wahlperiode | Landesrat                                    | Stellvertreter                     | Anmerkung                                    |
| ----------- | -------------------------------------------- | ---------------------------------- | -------------------------------------------- |
| 1911–1916   | Jan Svendsen (nicht 1914)                    | Josias Løvstrøm                    | Wahlkreis 1914 ohne Vertreter                |
| 1917–1922   | Johan Bidstrup († 1920) (nie teilgenommen)   | Tobias Heilmann (1918, 1921, 1922) | Wahlkreis 1917, 1919 und 1920 ohne Vertreter |
| 1923–1926   | Karl Christiansen (nicht 1925)               | Tobias Heilmann                    | Wahlkreis 1925 ohne Vertreter                |
| 1927–1932   | Johannes Pjetursson                          | Johan Thomasson                    |                                              |
| 1933–1938   | Hendrik Olsen (nicht 1933, 1936, 1937, 1938) | Hans Nielsen (1936, 1937, 1938)    | Wahlkreis 1933 ohne Vertreter                |
| 1939–1944   | Jens Nielsen (nicht 1939, 1940, 1941)        | Knud Bidstrup (1939, 1941)         | Wahlkreis 1940 ohne Vertreter                |
| 1945–1950   | Johan Thomasson                              | Sakæus Berthelsen                  |                                              |